# Dix Mille Villages
« Dix Mille Villages » redirige ici. Pour les autres significations, voir Accès à la TV satellite pour 10 000 villages africains.

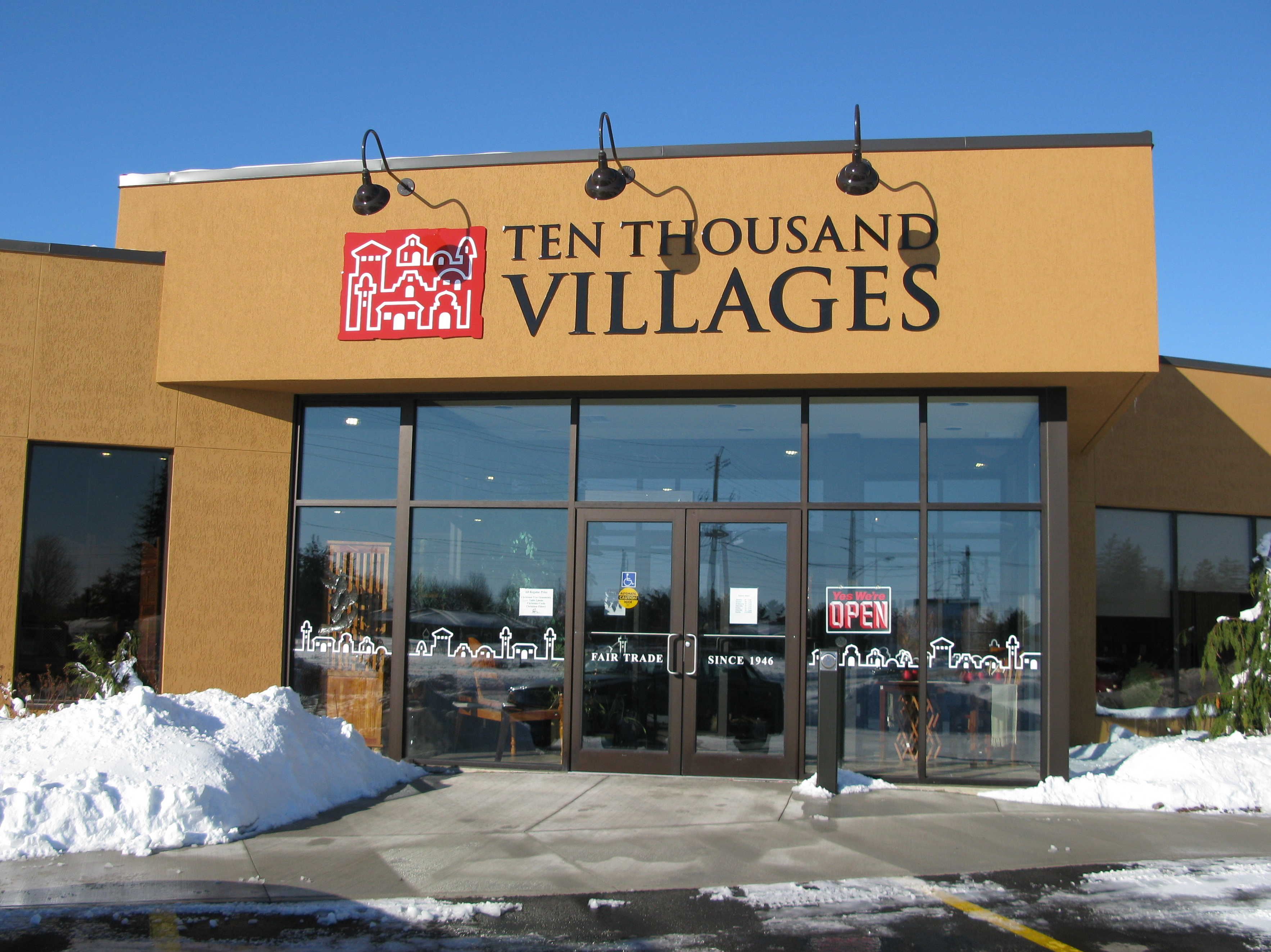
Ten Thousand Villages Store en Ontario

Dix Mille Villages (en anglais, Ten Thousand Villages) est une association à but non lucratif dont le but est d'assurer un revenu équitable et essentiel aux travailleurs des pays en développement en commercialisant leur artisanat et en racontant leur histoire en Amérique du Nord. Dix Mille Villages œuvre avec des artisans, qui autrement, seraient au chômage ou sous-employés. Le revenu gagné leur permet de nourrir, d'éduquer, de loger leur famille, et de leur assurer les soins médicaux. Dix Mille Villages est un programme à but non lucratif du Comité central mennonite, organisme d'aide humanitaire et de développement des Églises évangéliques mennonites en Amérique du Nord. 